# Bernd Bielmeier
Bernd Bielmeier (* 1. Juni 1959) ist ein deutscher ehemaliger Fußballspieler, der zwischen 1977 und 1983 für die Betriebssportgemeinschaft (BSG) Sachsenring Zwickau in der DDR-Oberliga, der höchsten Liga im DDR-Fußball, spielte.

## Sportliche Laufbahn
Sieben Spielzeiten lang gehörte Bernd Bielmeier zum Spielerkader der BSG Sachsenring, der er seit 1972 angehörte. Bereits mit 16 Jahren bestritt er sein erstes Punktspiel im Männerbereich für die zweitklassige DDR-Ligamannschaft Sachsenring Zwickau II, als er am letzten Spieltag der Hinrunde 1975/76 für 75 Minuten als Mittelstürmer eingesetzt wurde. Bis 1979 war er jedoch Stammspieler in der Nachwuchsoberligamannschaft der BSG, wo er regelmäßig im Angriff aufgeboten wurde. Daneben kam er in den Spielzeiten 1977/78 (ein Spiel) und 1978/79 (fünf Spiele) schon zu Einsätzen in der Zwickauer Oberligamannschaft. Zur Saison 1979/80 wurde Bielmeier erstmals für den Oberligakader nominiert, war jedoch nur am 1. Spieltag als Einwechselspieler für 21 Minuten auf dem Platz. Vom Mai 1980 bis Oktober 1981 leistete er seinen Wehrdienst in der Nationalen Volksarmee ab. Nach seiner Rückkehr zu Sachsenring Zwickau bestritt er in der Spielzeit 1981/82 noch zwölf Oberligaspiele, in denen er wieder im Angriff eingesetzt wurde. Dabei erzielte er fünf Tore und war damit zusammen mit seinem Sturmpartner Uwe Fuchs bester Torschütze der Mannschaft. In der Saison 1982/83 gelang es Bielmeier nicht, sich in die Stammelf hineinzuspielen. In den 26 Oberligaspielen kam er nur achtmal zum Einsatz und bestritt nur eine Partie über die volle Spieldauer. 
Nach dem Saisonende stieg Sachsenring Zwickau in die DDR-Liga ab. Mit fünf weiteren Spielern verließ Bernd Bielmeier die BSG Sachsenring und die Sechs schlossen sich dem DDR-Liga-Aufsteiger Fortschritt Weida an. Dort hatte er vom dritten Spieltag an weiterhin als Stürmer einen Stammplatz sicher. In den 22 Ligaspielen wurde er 17-mal eingesetzt, wobei er zweimal zum Torerfolg kam. Neuling Fortschritt Weida gelang es nicht, die Klasse zu halten und spielte 1984/85 wieder in der Bezirksliga. Bielmeier war weiterhin dabei und sorgte mit dafür, dass seine Mannschaft Bezirksmeister wurde. In der Aufstiegsrunde versagte die BSG Fortschritt, erst 1987 gelang noch einmal die Rückkehr in die DDR-Liga, Bernd Bielmeier war zu diesem Zeitpunkt aber nicht mehr in Weida und nicht mehr im höheren Ligenbeich dabei.